# 石井乡 (尚义县)
石井乡，是中华人民共和国河北省张家口尚义县下辖的一个乡镇级行政单位。

## 行政区划
石井乡下辖以下地区：
后石庄井村、中达营村、戈老五村、奎腾台村、水泉梁村、东山村、谷家梁村、陈大伍村、范家村、石门沟村、马连洼村、戈家村和黄旗岔村。